# Кувейт на літніх Олімпійських іграх 2004
Кувейт брав участь у Літніх Олімпійських іграх 2004 року в Афінах (Греція) удесяте за свою історію, але не завоював жодної медалі. Збірну країни представляли 11 спортсменів, у тому числі одна жінка.